# Aldea del Cano (kommunhuvudort)
Aldea del Cano är en kommunhuvudort i Spanien.   Den ligger i provinsen Provincia de Cáceres och regionen Extremadura, i den centrala delen av landet, 260 km sydväst om huvudstaden Madrid. Aldea del Cano ligger 395 meter över havet och antalet invånare är 746.
Terrängen runt Aldea del Cano är platt, och sluttar västerut. Runt Aldea del Cano är det ganska glesbefolkat, med 22 invånare per kvadratkilometer. Närmaste större samhälle är Alcuéscar, 14,2 km sydost om Aldea del Cano. Omgivningarna runt Aldea del Cano är huvudsakligen savann.